# ГЕС-ГАЕС Юктан
ГЕС-ГАЕС Юктан – гідроелектростанція у північній частині Швеції. Використовує ресурс із річки Юктан, котра є лівою притокою однієї з основних шведських річок Умеельвен, що впадає в Ботнічну затоку Балтійського моря біля міста Умео. 
В 1961-му, більш ніж за десяток років до початку робіт над електростанцією Юктан, однойменну річку перекрили греблею висотою 20 метрів, яка утворила із озер Storjuktan та Fjosoken велике водосховище, витягнуте по долині Юктану на шість миль. Воно має об’єм 575 млн м3 та припустиме коливання рівня поверхні між позначками 397,7 та 411,7 метра НРМ. Сховище здійснювало накопичення ресурсу для роботи нижньої частини каскаду ГЕС на Умеельвен, включаючи найбільшу станцію цього басейну Стурноррфорс.
Через певний час вирішили здійснити перекидання ресурсу з Юктану до Умеельвен вище по течії від природного устя, що давало можливість використання його ще трьома станціями каскаду – від Umluspen до Grundfors. Забір води із Storjuktan здійснюється через канал довжиною 870 метрів, при спорудженні якого вилучили 254 тис м3 породи. Він переходить у підвідний дериваційний тунель довжиною 5036 метрів з перетином 60 м2, котрий потребував виїмки 302 тис. м3. Ця споруда виводить до підземного машинного залу, призначенням якого зокрема було  використання різниці у 85 метрів між рівнями двох річок. 
Крім того, з урахуванням суттєвої висоти масиву, під яким проходить тунель, схему електростанції ускладнили з наданням їй функції гідроакумуляції. Для цього ресурс, що надійшов до машинного залу, за допомогою обротної турбіни спершу закачували у розташоване зверху водосховище Blaiksjön. Останнє створили на водорозділі за допомогою трьох дамб, виконаних як кам’яно-накидні споруди із моренним ядром. Одна з них мала висоту 18 метрів, а ще дві по 15 метрів, тоді як довжина становила 660, 785 та 1192 метри при однаковій для всіх ширині по гребеню 4 метри. Разом ці споруди потребували 490 тис м3 матеріалу. Утримувана ними водойма має об’єм у 40 млн м3 та проектне коливання рівня між позначками 616 та 627 метрів НРМ, що при подачі з неї води на турбіну збільшувало напір втричі у порівнянні з природною різницею між Юктан та Умеельвен. 
Встановлений в машинному залі гідроагрегат має потужність до 335 МВт у генераторному режимі та 255 МВт у насосному. При роботі на закачування він забезпечував підйом на висоту від 213 до 237 метрів, тоді як в генераторному режимі працював з напором від 247 до 270 метрів. На заповнення сховища Blaiksjön йому потребувалось до 115 годин, що забезпечувало подальше виробництво електроенергії протягом до 120 годин. 
Відпрацьована вода прямує до Умеельвен через ще один тунель довжиною 14752 метри з перетином 80 м2, котрий потребував виїмки 1,18 млн м3. Перед розташованим на Умеельвен водосховищем Стуруман він переходить у відкритий канал довжиною 700 метрів, під час спорудження якого вилучили 165 тис м3 породи.
У 1996 році через нерентабельність гідроакумулюючих операцій станція пройшла модернізацію із переведенням на використання виключно в режимі ГЕС. Це потребувало облаштування нової схеми подачі води із озера Storjuktan, після чого гідроагрегат, що працював тепер з потужність 26 МВт і напором 85 метрів, став забезпечувати виробництво 90 млн кВт-год електроенергії на рік. Втім, за умови появи попиту станція може бути переведена назад на роботу в режимі ГАЕС.
Зв’язок станції з енергосистемою відбувається за допомогою трансформатору 20/410 кВ.
Також можна відзначити, що перекидання води з Юктан збільшило виробітку на інших ГЕС каскаду на Умеельвен до 140 мдн кВт-год на рік.